# جون هولمز برنتيس
جون هولمز برنتيس هو ضابط وصحفي وسياسي أمريكي، ولد في 17 أبريل 1784 في ورسستر في الولايات المتحدة، وتوفي في 26 يونيو 1861 في كوبرستاون في الولايات المتحدة. نشط حزبياً في الحزب الديمقراطي. وقد انتخب عضو مجلس النواب الأمريكي ‏.